# Palazzo Minerbetti
Palazzo Minerbetti si trova all'angolo tra via dei Tornabuoni e via del Parione, con uno spigolo verso piazza Santa Trinita a Firenze.

## Storia

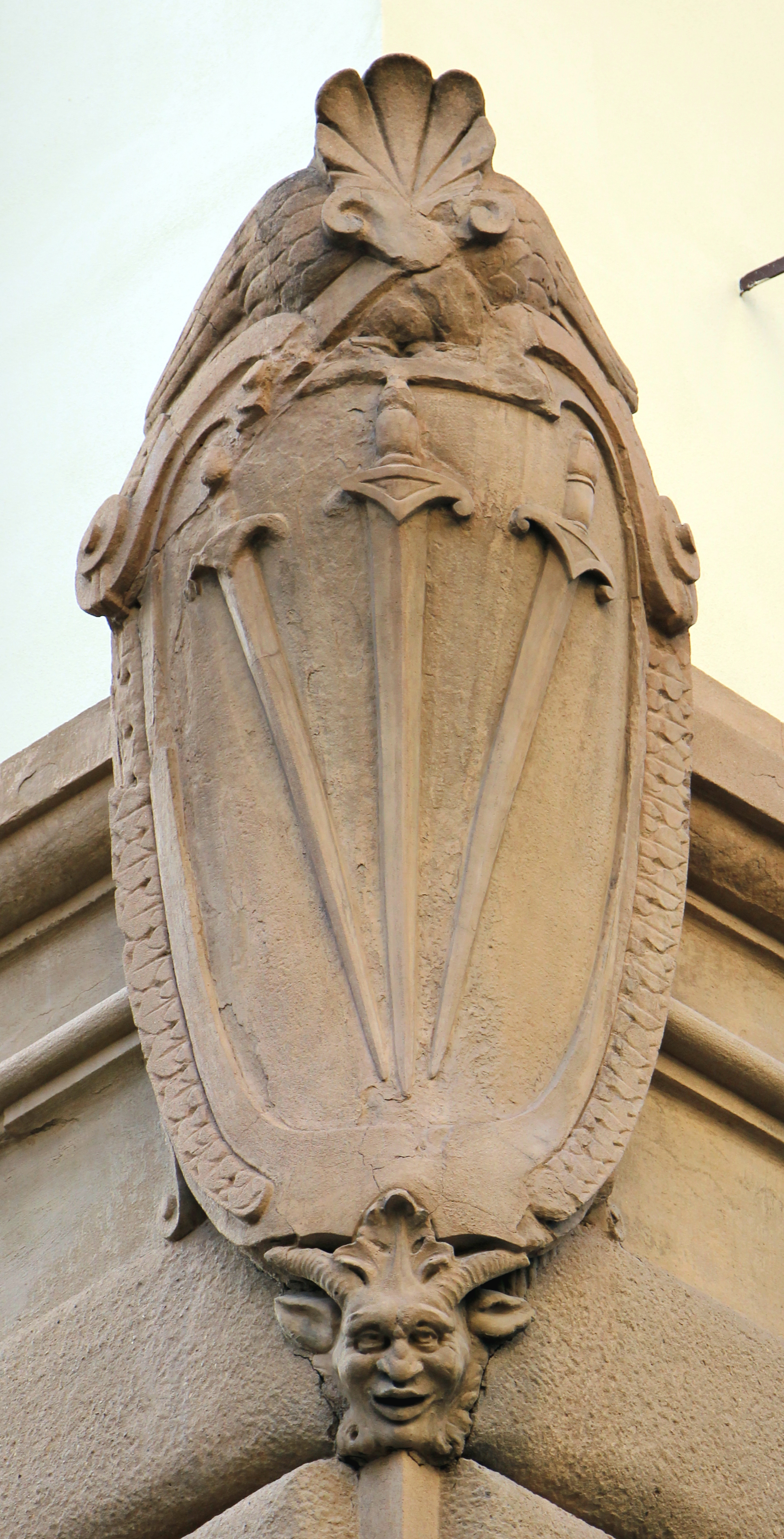
Stemma Minerbetti

Il palazzo originario risale alla fine del Duecento o agli inizi del Trecento, fatto edificare dalla famiglia Bombeni ed acquistato nella seconda metà del Quattrocento dai Minerbetti, un'antica famiglia pare di origine inglese, ramo secondario dei Beckett, in fuga dal loro paese dopo l'uccisione dell'arcivescovo di Canterbury Thomas A. Becket, già proprietari di altri edifici nella zona.
Negli anni trenta del Settecento fu ricostruita la scala e ristrutturata la terrazza in agolo con via del Parione; nel 1761 fu realizzata un'alcova e una cappella privata dall'architetto Pier Giovanni Fabbroni, con la decorazione ad affresco di Diacinto Fabbroni, il quale dipinse anche una tavola per l'altare con il Martirio di San Tommaso Beckett.
Il 2 luglio 1767 il palazzo ebbe l'onore di ospitare i Granduchi per assistere al Palio di San Giovanni Gualberto: nell'occasione venne riordinato il terrazzino togliendo un pergolato e sistemando drappi di preziose stoffe bianche e rosse foderate di color giallo oro.
Nel 1771 si estinse la famiglia e il palazzo passò ai Santini e successivamente ai Buonvisi Montecatini di Lucca. Nel 1886 si regolarizzarono le finestre al primo piano e nel 1906 quelle del secondo, dove fu anche ricostruita la cornice marcadavanzale, deteriorata dal tempo, abbassandola di circa 40 cm per eliminare i due scalini che servivano per affacciarsi alle finestre.
Nell'Ottocento venne adibito ad hotel (albergo del Pellicano e locanda d'Europa), funzione che conserva tutt'oggi agli ultimi piani, e in seguito venne acquistato dalla Compagnia Fondiaria.

## Descrizione

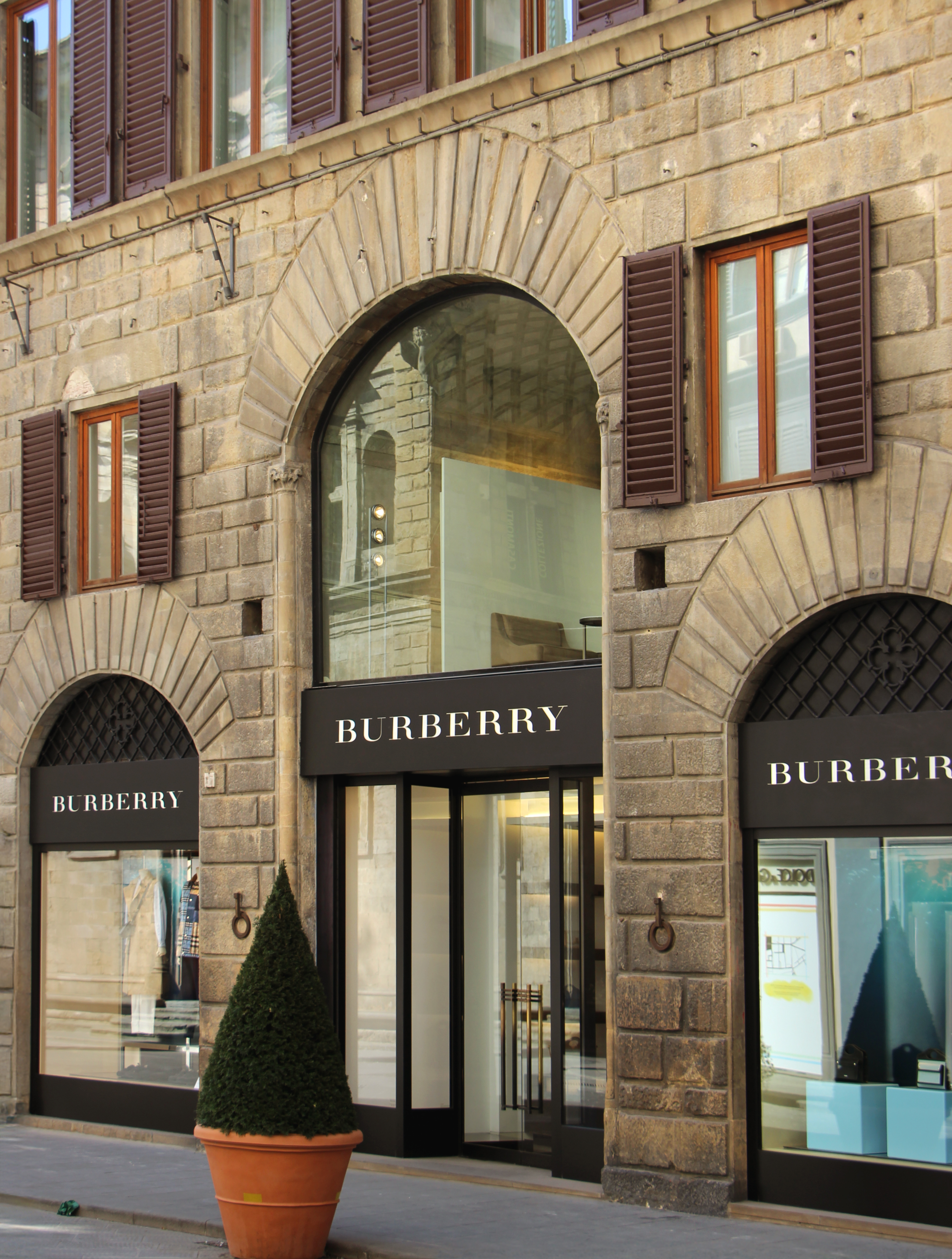
I portali al piano terra

Il palazzo si presenta oggi in stile prevalentemente tardo-medievale, con un rustico bugnato digradante su tutta la facciata, che dà un aspetto solido all'edificio. Le finestre ad arco sono otto per piano, ma una stampa ottocentesca ne mostra sei. L'ultimo piano è un'altana tamponata. Tra i sette portali al pian terreno, il primo a sinistra è di accesso al palazzo, mentre il terzo è eccezionalmente alto, fino a tutto il mezzanino: ciò è dovuto al fatto che di lì passava un tempo un vicolo, al di sotto di quella che era chiamata volta dei Minerbetti e che collegava via Tornabuoni con la stretta via del Purgatorio, visibile ad esempio nella pianta del Buonsignori del 1584.
Il piano terra ha le bucature con assi irregolari, che dimostrano l'accorpamento di tre edifici originari: un edificio a quattro finestre comprendente il vicolo e due case a due fornici e due portali, una delle quali fu acquistata nel 1518 dai Delle Bombardi. L'omogenizzazione dei prospetti risale all'intervento ottocentesco.
Sull'angolo è presente un corpo che appare come un edificio diverso, ma si tratta dello stesso palazzo, che qui ha la grande terrazza all'altezza del piano nobile, ornata da una ringhiera in ferro battuto. Fu rimpicciolita nell'Ottocento, quando vennero elevati i due piani superiori comunicanti con il resto del palazzo. Si trova su questo angolo anche lo stemma dei Minerbetti.